# クンネチカプ
クンネチカプ（アイヌ語:Kunne-cikap）は、アイヌに伝わる妖怪。

## 概要
吉田巌『アイヌの妖怪説話（続）』によれば、クンネチカプ（黒い鳥）はポンヤウンペの征服した北方クンネペッ（黒い川）の怪鳥だという。同じくポンヤウンペの征服した北方フウレケナシ（赤い林）には怪鳥フウレチカプ（赤い鳥、フリカムイのこと）がいたと記されている吉田巖。
クンネチカプとの関連性は不明だが、フリカムイと関わって「黒い川、暗い川」と名付けられたと伝わる山越郡の国縫川（クンナイカワ）が実在する(フリカムイ § 国縫川参照)。
バチェラー八重子が詠んだ短歌の歌集『若きウタリに』の一首に「ウタリの子に 君流せし血 生きてあり などか恐れむクンネチカッポ等」と歌われるが、カムイチカッポ（kunne-chikap-po）とは、悪や虚偽の象徴であると解説される。また、"黒い鳥、群り集つて屍の肉をついばむ.. 妖鳥"である、と武田泰淳の小説『森と湖のまつり』（1957年）や、短歌の解説にもみえる。